# Antennatula pinophila
Antennatula pinophila är en svampart som beskrevs av Fr. 1850. Antennatula pinophila ingår i släktet Antennatula och familjen Euantennariaceae.   Inga underarter finns listade i Catalogue of Life.